# 살기성
살기성(萨其城)은 중국 지린성 훈춘분지에 위치한 발해의 성이다. 산봉우리 남단에 세워져 있으며, 산의 모양을 따라 성이 위치해 있다. 성의 구조와 배치가 고구려의 환도산성과 비슷해 고구려 때 축조된 것으로 추정된다.